# 辛克萊爾島
辛克萊爾島是納米比亞的島嶼，位於該國西南部的大西洋海域，屬於企鵝群島的一部分，長0.34公里、寬0.13公里，面積0.04平方公里，最高點海拔高度20米，島上無人居住。